# Munkträsk
Munkträsk är en sjö i Kyrkslätts kommun i Finland.   Den ligger i landskapet Nyland, i den södra delen av landet, 30 km väster om huvudstaden Helsingfors. Munkträsk ligger 62 meter över havet. I omgivningarna runt Munkträsk växer i huvudsak barrskog. Arean är 2 hektar och strandlinjen är 0,6 kilometer lång. Sjön  ingår i Sjundeå å huvudavrinningsområde. 